# Adetus catemaco
Adetus catemaco es una especie de escarabajo del género Adetus, familia Cerambycidae. Fue descrita científicamente por Martins & Galileo en 2005.
Habita en México. Los machos y las hembras miden aproximadamente 8,7 mm. El período de vuelo de esta especie ocurre en el mes de julio.